# 地奉行
地奉行（じぶぎょう）とは、鎌倉幕府・室町幕府によって設置された奉行。それぞれの本拠地であった鎌倉・京都の屋地に関する行政・裁判を行う。江戸幕府によってその本拠地であった江戸の屋地に関する行政・裁判を行った町奉行と同様の役割を果たしていた。
鎌倉幕府の地奉行は、下部の役職である保奉行人とともに北条泰時によって整備されたと考えられている。侍所の管轄下に属し、侍所とともに鎌倉の行政と治安維持にあたっていたが、実際には奉行のうち最低1名は御内人から選ばれており、得宗及び執権による支配が鎌倉市中にまで浸透していたと考えられている。
室町幕府の地奉行は、地方頭人（じかたとうにん）と呼ばれて下に開闔・寄人などの地方役人が置かれていた。侍所とともに京都の行政と治安維持にあたっていたが、実際には朝廷の検非違使と権限が重複したため、度々衝突した。だが、足利義満の時代に室町幕府が京都市中の支配権を完全に掌握すると、検非違使は事実上廃止されて地奉行に権限が一本化された。